# Hockey op de Olympische Zomerspelen 2020 – Mannen
Het hockeytoernooi voor mannen tijdens de Olympische Zomerspelen 2020 in Tokio begon op 24 juli en eindigde op 5 augustus. Titelverdediger was Argentinië.
De twaalf deelnemende teams waren verdeeld over twee groepen van zes, waarin een halve competitie werd gespeeld. De groepsfase werd gevolgd door een kwartfinale, halve finale en een finale.

## Kwalificatie

### Mannen
| Toernooi                                             | Data                         | Locatie      | Aantal | Gekwalificeerd                                                         |
| ---------------------------------------------------- | ---------------------------- | ------------ | ------ | ---------------------------------------------------------------------- |
| Gastland                                             | -                            | -            | 1      | Japan                                                                  |
| Hockey op de Aziatische Spelen 2018                  | 19 augustus–1 september 2018 | Jakarta      | 1      | *                                                                      |
| Hockey op de Pan-Amerikaanse Spelen 2019             | 30 juli-10 augustus 2019     | Lima         | 1      | Argentinië                                                             |
| Afrikaans olympisch kwalificatietoernooi hockey 2019 | 12–18 augustus 2019          | Stellenbosch | 1      | Zuid-Afrika                                                            |
| Europees kampioenschap hockey 2019                   | 16–25 augustus 2019          | Antwerpen    | 1      | België                                                                 |
| Oceanisch kampioenschap hockey 2019                  | 5–8 september 2019           | Rockhampton  | 1      | Australië                                                              |
| play-offs                                            | 25 oktober - 3 november 2019 | -            | 7      | Canada Duitsland Groot-Brittannië India Nederland Nieuw-Zeeland Spanje |
| Total                                                | Total                        | Total        | 12     |                                                                        |

*Japan werd Aziatisch kampioen. Maar omdat het als gastland al was gekwalificeerd, schoof de vrijkomende plaats door naar de play-offs.

## Groepsfase

### Groep A
| Pos | Team          | Wed | W | G | V | Ptn | DV | DT | +/− | Kwalificatie |
| --- | ------------- | --- | - | - | - | --- | -- | -- | --- | ------------ |
| 1   | Australië     | 5   | 4 | 1 | 0 | 13  | 22 | 9  | +13 | Kwartfinale  |
| 2   | India         | 5   | 4 | 0 | 1 | 12  | 15 | 13 | +2  | Kwartfinale  |
| 3   | Argentinië    | 5   | 2 | 1 | 2 | 7   | 10 | 11 | −1  | Kwartfinale  |
| 4   | Spanje        | 5   | 1 | 2 | 2 | 5   | 9  | 10 | −1  | Kwartfinale  |
| 5   | Nieuw-Zeeland | 5   | 1 | 1 | 3 | 4   | 11 | 16 | −5  |              |
| 6   | Japan (G)     | 5   | 0 | 1 | 4 | 1   | 10 | 18 | −8  |              |

#### Uitslagen (Groep A)
| 24 juli 2021 09:30 (UTC+9) 02:30 (UTC+2) |         |                                                       |                                                                            |
| Japan                                    | 3–5     | Australië                                             | Oi Hockey Stadium Scheidsrechters: Jakub Mejzlík (CZE) Lim Hong-Zhen (SGP) |
| K. Tanaka 22', 27' Kirishita 26'         | Verslag | Brand 11' Craig 14' Govers 31' Zalewski 38' Beale 50' | Oi Hockey Stadium Scheidsrechters: Jakub Mejzlík (CZE) Lim Hong-Zhen (SGP) |

| 24 juli 2021 10:00 (UTC+9) 03:00 (UTC+2) |         |                                       |                                                                             |
| Nieuw-Zeeland                            | 2–3     | India                                 | Oi Hockey Stadium Scheidsrechters: Martin Madden (SCO) Coen van Bunge (NED) |
| Russell 6' Jenness 43'                   | Verslag | Rupinder Pal 10' Harmanpreet 26', 33' | Oi Hockey Stadium Scheidsrechters: Martin Madden (SCO) Coen van Bunge (NED) |

| 24 juli 2021 12:15 (UTC+9) 05:15 (UTC+2) |         |             |                                                                             |
| Argentinië                               | 1–1     | Spanje      | Oi Hockey Stadium Scheidsrechters: Simon Taylor (NZL) David Tomlinson (NZL) |
| Mazzilli 23'                             | Verslag | Quemada 52' | Oi Hockey Stadium Scheidsrechters: Simon Taylor (NZL) David Tomlinson (NZL) |

| 25 juli 2021 18:30 (UTC+9) 11:30 (UTC+2) |         |                                                                       |                                                                           |
| India                                    | 1–7     | Australië                                                             | Oi Hockey Stadium Scheidsrechters: Ben Göntgen (GER) Marcin Grochal (POL) |
| Dilpreet 34'                             | Verslag | Beale 10' Hayward 21' Ogilvie 23' Beltz 26' Govers 40', 42' Brand 51' | Oi Hockey Stadium Scheidsrechters: Ben Göntgen (GER) Marcin Grochal (POL) |

| 25 juli 2021 19:00 (UTC+9) 12:00 (UTC+2) |         |                      |                                                                          |
| Japan                                    | 1–2     | Argentinië           | Oi Hockey Stadium Scheidsrechters: Raghu Prasad (IND) Peter Wright (RSA) |
| K. Tanaka 60'                            | Verslag | Tolini 5' Keenan 19' | Oi Hockey Stadium Scheidsrechters: Raghu Prasad (IND) Peter Wright (RSA) |

| 25 juli 2021 20:45 (UTC+9) 13:45 (UTC+2) |         |                                               |                                                                          |
| Spanje                                   | 3–4     | Nieuw-Zeeland                                 | Oi Hockey Stadium Scheidsrechters: Lim Hong Zhen (SGP) Adam Kearns (AUS) |
| González 26' Quemada 31' Boltó 39'       | Verslag | Jenness 14' Tarrant 27' Russell 48' Smith 57' | Oi Hockey Stadium Scheidsrechters: Lim Hong Zhen (SGP) Adam Kearns (AUS) |

| 27 juli 2021 09:30 (UTC+9) 02:30 (UTC+2) |         |                                                   |                                                                             |
| Argentinië                               | 2–5     | Australië                                         | Oi Hockey Stadium Scheidsrechters: Martin Madden (GBR) Coen van Bunge (NED) |
| Tolini 4' Casella 55'                    | Verslag | Govers 15', 23' Wickham 21' Sharp 25' Hayward 39' | Oi Hockey Stadium Scheidsrechters: Martin Madden (GBR) Coen van Bunge (NED) |

| 27 juli 2021 10:00 (UTC+9) 03:00 (UTC+2) |         |        |                                                                           |
| India                                    | 3–0     | Spanje | Oi Hockey Stadium Scheidsrechters: Jakub Mejzlík (CZE) Peter Wright (RSA) |
| Simranjeet 14' Rupinder 15', 51'         | Verslag |        | Oi Hockey Stadium Scheidsrechters: Jakub Mejzlík (CZE) Peter Wright (RSA) |

| 27 juli 2021 11:45 (UTC+9) 04:45 (UTC+2) |         |                     |                                                                                 |
| Japan                                    | 2–2     | Nieuw-Zeeland       | Oi Hockey Stadium Scheidsrechters: Ben Göntgen (GER) Germán Montes de Oca (ARG) |
| Yamasaki 3' Tanaka 40'                   | Verslag | Wilson 11' Lane 41' | Oi Hockey Stadium Scheidsrechters: Ben Göntgen (GER) Germán Montes de Oca (ARG) |

| 28 juli 2021 20:45 (UTC+9) 13:45 (UTC+2) |         |                                     |                                                                            |
| Japan                                    | 1–4     | Spanje                              | Oi Hockey Stadium Scheidsrechters: Lim Hong Zhen (SGP) Martin Madden (GBR) |
| Zendana 2'                               | Verslag | Lleonart 55' Quemada 23' Alegre 28' | Oi Hockey Stadium Scheidsrechters: Lim Hong Zhen (SGP) Martin Madden (GBR) |

| 28 juli 2021 21:15 (UTC+9) 14:15 (UTC+2) |         |               |                                                                                 |
| Australië                                | 4–2     | Nieuw-Zeeland | Oi Hockey Stadium Scheidsrechters: Francisco Vázquez (ESP) Marcin Grochal (POL) |
| Brand 50' Govers 55' Wickham 57'         | Verslag | Russell 58'   | Oi Hockey Stadium Scheidsrechters: Francisco Vázquez (ESP) Marcin Grochal (POL) |

| 29 juli 2021 09:30 (UTC+9) 02:30 (UTC+2) |         |             |                                                                          |
| India                                    | 3–1     | Argentinië  | Oi Hockey Stadium Scheidsrechters: Jakub Mejzlík (CZE) Ben Göntgen (GER) |
| Varun 43' Vivek 58' Harmanpreet 59'      | Verslag | Casella 48' | Oi Hockey Stadium Scheidsrechters: Jakub Mejzlík (CZE) Ben Göntgen (GER) |

| 30 juli 2021 10:00 (UTC+9) 03:00 (UTC+2) |         |             |                                                                           |
| Australië                                | 1–1     | Spanje      | Oi Hockey Stadium Scheidsrechters: Javed Shaikh (IND) Jakub Mejzlík (CZE) |
| Wickham 18'                              | Verslag | Quemada 60' | Oi Hockey Stadium Scheidsrechters: Javed Shaikh (IND) Jakub Mejzlík (CZE) |

| 30 juli 2021 18:30 (UTC+9) 11:30 (UTC+2) |         |                                                             |                                                                              |
| Japan                                    | 3–5     | India                                                       | Oi Hockey Stadium Scheidsrechters: David Tomlinson (NZL) Lim Hong Zhen (SGP) |
| Ke. Tanaka 19' Watanabe 33' Murata 59'   | Verslag | Harmanpreet 13' Gurjant 17', 56' Shamsher 34' Nilakanta 51' | Oi Hockey Stadium Scheidsrechters: David Tomlinson (NZL) Lim Hong Zhen (SGP) |

| 30 juli 2021 19:00 (UTC+9) 12:00 (UTC+2)     |         |               |                                                                             |
| Argentinië                                   | 4–1     | Nieuw-Zeeland | Oi Hockey Stadium Scheidsrechters: Martin Madden (GBR) Coen van Bunge (NED) |
| Martínez 15+' Vila 17' Tolini 44' Keenan 60' | Verslag | Russell 14'   | Oi Hockey Stadium Scheidsrechters: Martin Madden (GBR) Coen van Bunge (NED) |

### Groep B
| Pos | Team             | Wed | W | G | V | Ptn | DV | DT | +/− | Kwalificatie |
| --- | ---------------- | --- | - | - | - | --- | -- | -- | --- | ------------ |
| 1   | België           | 5   | 4 | 1 | 0 | 13  | 24 | 7  | +17 | Kwartfinale  |
| 2   | Duitsland        | 5   | 3 | 0 | 2 | 9   | 19 | 10 | +9  | Kwartfinale  |
| 3   | Groot-Brittannië | 5   | 2 | 2 | 1 | 8   | 9  | 9  | 0   | Kwartfinale  |
| 4   | Nederland        | 5   | 2 | 1 | 2 | 7   | 13 | 13 | 0   | Kwartfinale  |
| 5   | Zuid-Afrika      | 5   | 1 | 1 | 3 | 4   | 16 | 24 | −8  |              |
| 6   | Canada           | 5   | 0 | 1 | 4 | 1   | 9  | 27 | −18 |              |

#### Uitslagen (Groep B)
| 24 juli 2021 11:45 (UTC+9) 04:45 (UTC+2) |         |                         |                                                                           |
| Nederland                                | 1–3     | België                  | Oi Hockey Stadium Scheidsrechters: Marcin Grochal (POL) Adam Kearns (AUS) |
| Hertzberger 35'                          | Verslag | Hendrickx 41', 44', 45' | Oi Hockey Stadium Scheidsrechters: Marcin Grochal (POL) Adam Kearns (AUS) |

| 24 juli 2021 18:30 (UTC+9) 11:30 (UTC+2) |         |                 |                                                                                  |
| Groot-Brittannië                         | 3–1     | Zuid-Afrika     | Oi Hockey Stadium Scheidsrechters: Germán Montes de Oca (ARG) Ben Goentgen (GER) |
| Ward 2' Ansell 32' Waller 56'            | Verslag | Guise-Brown PC' | Oi Hockey Stadium Scheidsrechters: Germán Montes de Oca (ARG) Ben Goentgen (GER) |

| 24 juli 2021 19:00 (UTC+9) 12:00 (UTC+2) |         |                                                                         |                                                                               |
| Canada                                   | 1–7     | Duitsland                                                               | Oi Hockey Stadium Scheidsrechters: Peter Wright (RSA) Francisco Vazquez (ESP) |
| Pereira 16'                              | Verslag | Windfeder 11', 28' Rühr 22', 25' Häner 44' Bosserhoff 59' Grambusch 60' | Oi Hockey Stadium Scheidsrechters: Peter Wright (RSA) Francisco Vazquez (ESP) |

| 25 juli 2021 21:15 (UTC+9) 14:15 (UTC+2) |         |                                                               |                                                                           |
| Zuid-Afrika                              | 3–5     | Nederland                                                     | Oi Hockey Stadium Scheidsrechters: Jakub Mejzlík (CZE) Javed Shaikh (IND) |
| M. Cassiem 2' D. Cassiem 10' Kok 18'     | Verslag | Pruyser 24', 54' Van Dam 29' Brinkman 36' Van der Weerden 48' | Oi Hockey Stadium Scheidsrechters: Jakub Mejzlík (CZE) Javed Shaikh (IND) |

| 26 juli 2021 09:30 (UTC+9) 02:30 (UTC+2) |         |                               |                                                                               |
| Duitsland                                | 1–3     | België                        | Oi Hockey Stadium Scheidsrechters: Coen van Bunge (NED) David Tomlinson (NZL) |
| Häner 51'                                | Verslag | Charlier 5', 7' Hendrickx 35' | Oi Hockey Stadium Scheidsrechters: Coen van Bunge (NED) David Tomlinson (NZL) |

| 26 juli 2021 11:45 (UTC+9) 04:45 (UTC+2) |         |             |                                                                             |
| Groot-Brittannië                         | 3–1     | Canada      | Oi Hockey Stadium Scheidsrechters: Lim Hong Zhen (SGP) Marcin Grochal (POL) |
| Ansell 33', 57' Ward 41'                 | Verslag | Van Son 51' | Oi Hockey Stadium Scheidsrechters: Lim Hong Zhen (SGP) Marcin Grochal (POL) |

| 27 juli 2021 12:15 (UTC+9) 05:15 (UTC+2) |         |                  |                                                                         |
| Duitsland                                | 5–1     | Groot-Brittannië | Oi Hockey Stadium Scheidsrechters: Simon Taylor (NZL) Adam Kearns (AUS) |
| Fuchs 15', 51', 60' Rühr 35' Weigand 42' | Verslag | Roper 8'         | Oi Hockey Stadium Scheidsrechters: Simon Taylor (NZL) Adam Kearns (AUS) |

| 27 juli 2021 18:30 (UTC+9) 11:30 (UTC+2)                                                 |         |                                             |                                                                               |
| België                                                                                   | 9–4     | Zuid-Afrika                                 | Oi Hockey Stadium Scheidsrechters: Raghu Prasad (IND) Francisco Vázquez (ESP) |
| Dohmen 4', 15' Hendrickx 9', 18', 40' Briels 12' Van Doren 15' Gougnard 25' Charlier 41' | Verslag | D. Cassiem 5', 31' M. Cassiem 23' Ntuli 29' | Oi Hockey Stadium Scheidsrechters: Raghu Prasad (IND) Francisco Vázquez (ESP) |

| 27 juli 2021 20:45 (UTC+9) 13:45 (UTC+2)     |         |                        |                                                                             |
| Nederland                                    | 4–2     | Canada                 | Oi Hockey Stadium Scheidsrechters: Javed Shaikh (IND) David Tomlinson (NZL) |
| Bakker 1' Brinkman 4' De Mol 50' Pruyser 60' | Verslag | Wallace 10' Tupper 53' | Oi Hockey Stadium Scheidsrechters: Javed Shaikh (IND) David Tomlinson (NZL) |

| 29 juli 2021 10:00 (UTC+9) 03:00 (UTC+2)                                               |         |             |                                                                          |
| België                                                                                 | 9–1     | Canada      | Oi Hockey Stadium Scheidsrechters: Simon Taylor (NZL) Peter Wright (RSA) |
| Hendrickx 40' Dockier 32' Denayer 39' Gougnard 43' Charlier 45' Boon 51' Van Aubel 55' | Verslag | Pearson 15' | Oi Hockey Stadium Scheidsrechters: Simon Taylor (NZL) Peter Wright (RSA) |

| 29 juli 2021 11:45 (UTC+9) 04:45 (UTC+2)            |         |                                      |                                                                             |
| Zuid-Afrika                                         | 4–3     | Duitsland                            | Oi Hockey Stadium Scheidsrechters: David Tomlinson (NZL) Javed Shaikh (IND) |
| Guise-Brown 9' Horne 13' Spooner 45' M. Cassiem 48' | Verslag | Herzbruch 8' Windfeder 22' Staib 24' | Oi Hockey Stadium Scheidsrechters: David Tomlinson (NZL) Javed Shaikh (IND) |

| 29 juli 2021 12:15 (UTC+9) 05:15 (UTC+2) |         |                  |                                                                                  |
| Nederland                                | 2–2     | Groot-Brittannië | Oi Hockey Stadium Scheidsrechters: Raghu Prasad (IND) Germán Montes de Oca (ARG) |
| Brinkman 22' Janssen 31'                 | Verslag | Ward 52', 57'    | Oi Hockey Stadium Scheidsrechters: Raghu Prasad (IND) Germán Montes de Oca (ARG) |

| 30 juli 2021 12:15 (UTC+9) 05:15 (UTC+2)               |         |                                                |                                                                                  |
| Canada                                                 | 4–4     | Zuid-Afrika                                    | Oi Hockey Stadium Scheidsrechters: Germán Montes de Oca (ARG) Raghu Prasad (IND) |
| Pearson 11' K. Pereira 17' Boothroyd 42' Ho-Garcia 59' | Verslag | Paton 2' Spooner 9' Guise-Brown 34' Mvimbi 58' | Oi Hockey Stadium Scheidsrechters: Germán Montes de Oca (ARG) Raghu Prasad (IND) |

| 30 juli 2021 20:45 (UTC+9) 13:45 (UTC+2) |         |                 |                                                                           |
| Duitsland                                | 3–1     | Nederland       | Oi Hockey Stadium Scheidsrechters: Marcin Grochal (POL) Adam Kearns (AUS) |
| Wellen 10' Staib 41' Herzbruch 54'       | Verslag | Hertzberger 57' | Oi Hockey Stadium Scheidsrechters: Marcin Grochal (POL) Adam Kearns (AUS) |

| 30 juli 2021 21:15 (UTC+9) 14:15 (UTC+2) |         |                           |                                                                               |
| België                                   | 2–2     | Groot-Brittannië          | Oi Hockey Stadium Scheidsrechters: Simon Taylor (NZL) Francisco Vázquez (ESP) |
| Boon 36' Briels 43'                      | Verslag | Shipperley 17' Ansell 38' | Oi Hockey Stadium Scheidsrechters: Simon Taylor (NZL) Francisco Vázquez (ESP) |

## Knock-outfase
|  | Kwartfinale      | Kwartfinale |            |       | Halve finale | Halve finale |  |  | Finale | Finale |
|  |                  |             |            |       |              |              |  |  |        |        |
|  | 1 augustus       |             |            |       |              |              |  |  |        |        |
|  |                  |             |            |       |              |              |  |  |        |        |
|  | Australië        | 2 (3)       |            |       |              |              |  |  |        |        |
|  | Australië        | 2 (3)       | 3 augustus |       |              |              |  |  |        |        |
|  | Nederland        | 2 (0)       |            |       |              |              |  |  |        |        |
|  | Nederland        | 2 (0)       | Australië  | 3     |              |              |  |  |        |        |
|  | 1 augustus       |             | Australië  | 3     |              |              |  |  |        |        |
|  |                  | Duitsland   | 1          |       |              |              |  |  |        |        |
|  | Duitsland        | Duitsland   | 1          | 3     |              |              |  |  |        |        |
|  | Duitsland        |             | 5 augustus | 3     |              |              |  |  |        |        |
|  | Argentinië       | 1           |            |       |              |              |  |  |        |        |
|  | Argentinië       | 1           | Australië  | 1 (2) |              |              |  |  |        |        |
|  | 1 augustus       |             | Australië  | 1 (2) |              |              |  |  |        |        |
|  |                  | België      | 1 (3)      |       |              |              |  |  |        |        |
|  | India            | België      | 1 (3)      | 3     |              |              |  |  |        |        |
|  | India            | 3 augustus  |            | 3     |              |              |  |  |        |        |
|  | Groot-Brittannië | 1           |            |       |              |              |  |  |        |        |
|  | Groot-Brittannië | 1           | India      | 2     |              |              |  |  |        |        |
|  | 1 augustus       |             | India      | 2     |              |              |  |  |        |        |
|  |                  | België      | 5          |       | Troostfinale | Troostfinale |  |  |        |        |
|  | België           | België      | 5          | 3     | Troostfinale | Troostfinale |  |  |        |        |
|  | België           |             | 5 augustus | 3     |              |              |  |  |        |        |
|  | Spanje           | 1           |            |       |              |              |  |  |        |        |
|  | Spanje           | 1           | Duitsland  | 4     |              |              |  |  |        |        |
|  |                  |             |            |       |              |              |  |  |        |        |
|  | India            | 5           |            |       |              |              |  |  |        |        |
|  | India            | 5           |            |       |              |              |  |  |        |        |

### Kwartfinale
| 1 augustus 2021 09:30 (UTC+9) 02:30 (UTC+2) |         |             |                                                                             |
| Duitsland                                   | 3–1     | Argentinië  | Oi Hockey Stadium Scheidsrechters: Coen van Bunge (NED) Jakub Mejzlík (CZE) |
| Windfeder 19', 48' Herzbruch 40'            | Verslag | Casella 52' | Oi Hockey Stadium Scheidsrechters: Coen van Bunge (NED) Jakub Mejzlík (CZE) |

| 1 augustus 2021 12:00 (UTC+9) 5:00 (UTC+2) |         |                               |                                                                                 |
| Australië                                  | 2–2     | Nederland                     | Oi Hockey Stadium Scheidsrechters: Ben Göntgen (GER) Germán Montes de Oca (ARG) |
| Windfeder 19', 48' Herzbruch 40'           | Verslag | Casella 52'                   | Oi Hockey Stadium Scheidsrechters: Ben Göntgen (GER) Germán Montes de Oca (ARG) |
| Shoot-out                                  |         |                               | Oi Hockey Stadium Scheidsrechters: Ben Göntgen (GER) Germán Montes de Oca (ARG) |
| Govers Ogilvie Brand                       | 3–0     | Hertzberger Kemperman De Geus | Oi Hockey Stadium Scheidsrechters: Ben Göntgen (GER) Germán Montes de Oca (ARG) |

| 1 augustus 2021 18:30 (UTC+9) 11:30 (UTC+2) |         |            |                                                                          |
| België                                      | 3–1     | Spanje     | Oi Hockey Stadium Scheidsrechters: Adam Kearns (AUS) Lim Hong Zhen (SGP) |
| Hendrickx 38', 57' Boon 41'                 | Verslag | Alegre 26' | Oi Hockey Stadium Scheidsrechters: Adam Kearns (AUS) Lim Hong Zhen (SGP) |

| 1 augustus 2021 21:00 (UTC+9) 14:00 (UTC+2) |         |                  |                                                                            |
| India                                       | 3–1     | Groot-Brittannië | Oi Hockey Stadium Scheidsrechters: Marcin Grochal (POL) Simon Taylor (NZL) |
| Dilpreet 7' Gurjant 16' Hardik 57'          | Verslag | Ward 45'         | Oi Hockey Stadium Scheidsrechters: Marcin Grochal (POL) Simon Taylor (NZL) |

### Halve finale
| 3 augustus 2021 10:30 (UTC+9) 03:30 (UTC+2) |         |                                                |                                                                           |
| India                                       | 2–5     | België                                         | Oi Hockey Stadium Scheidsrechters: Ben Göntgen (GER) Coen van Bunge (NED) |
| Harmanpreet 7' Mandeep 8'                   | Verslag | Luypaert 2' Hendrickx 19', 49', 53' Dohmen 60' | Oi Hockey Stadium Scheidsrechters: Ben Göntgen (GER) Coen van Bunge (NED) |

| 3 augustus 2021 19:00 (UTC+9) 12:00 (UTC+2) |         |               |                                                                                    |
| Australië                                   | 3–1     | Duitsland     | Oi Hockey Stadium Scheidsrechters: Germán Montes de Oca (ARG) Marcin Grochal (POL) |
| Brand 7' Govers 27' Sharp 59'               | Verslag | Windfeder 11' | Oi Hockey Stadium Scheidsrechters: Germán Montes de Oca (ARG) Marcin Grochal (POL) |

### Troostfinale
| 5 augustus 2021 10:30 (UTC+9) 03:30 (UTC+2) |         |                                                             |                                                                         |
| Duitsland                                   | 4–5     | India                                                       | Oi Hockey Stadium Scheidsrechters: Adam Kearns (AUS) Simon Taylor (NZL) |
| Oruz 2' Wellen 24' Fürk 25' Windfeder 48'   | Verslag | Simranjeet 17', 34' Hardik 27' Harmanpreet 29' Rupinder 31' | Oi Hockey Stadium Scheidsrechters: Adam Kearns (AUS) Simon Taylor (NZL) |

### Finale
| 5 augustus 2021 19:00 (UTC+9) 12:00 (UTC+2) |         |                                        |                                                                              |
| Australië                                   | 1–1     | België                                 | Oi Hockey Stadium Scheidsrechters: Coen van Bunge (NED) Marcin Grochal (POL) |
| Wickham 47'                                 | Verslag | Van Aubel 32'                          | Oi Hockey Stadium Scheidsrechters: Coen van Bunge (NED) Marcin Grochal (POL) |
| Shoot-out                                   |         |                                        | Oi Hockey Stadium Scheidsrechters: Coen van Bunge (NED) Marcin Grochal (POL) |
| Govers Ogilvie Brand Simmonds Whetton       | 2–3     | Van Aubel De Sloover Denayer Hendrickx | Oi Hockey Stadium Scheidsrechters: Coen van Bunge (NED) Marcin Grochal (POL) |

## Eindstand
| Pos | Team             | Wed | W | G | V | Ptn | DV | DT | +/− | Eindresultaat                |
| --- | ---------------- | --- | - | - | - | --- | -- | -- | --- | ---------------------------- |
| 1   | België           | 8   | 6 | 2 | 0 | 20  | 35 | 13 | +22 | Goud                         |
| 2   | Australië        | 8   | 5 | 3 | 0 | 18  | 28 | 13 | +15 | Zilver                       |
| 3   | India            | 8   | 6 | 0 | 2 | 18  | 25 | 23 | +2  | Brons                        |
| 4   | Duitsland        | 8   | 4 | 0 | 4 | 12  | 27 | 19 | +8  | Vierde plaats                |
|     |                  |     |   |   |   |     |    |    |     |                              |
| 5   | Groot-Brittannië | 6   | 2 | 2 | 2 | 8   | 12 | 14 | −2  | Uitgeschakeld in kwartfinale |
| 6   | Nederland        | 6   | 2 | 2 | 2 | 8   | 15 | 15 | 0   | Uitgeschakeld in kwartfinale |
| 7   | Argentinië       | 6   | 2 | 1 | 3 | 7   | 11 | 14 | −3  | Uitgeschakeld in kwartfinale |
| 8   | Spanje           | 6   | 1 | 2 | 3 | 5   | 10 | 13 | −3  | Uitgeschakeld in kwartfinale |
|     |                  |     |   |   |   |     |    |    |     |                              |
| 9   | Nieuw-Zeeland    | 5   | 1 | 1 | 3 | 4   | 11 | 16 | −5  | Uitgeschakeld in groepsfase  |
| 10  | Zuid-Afrika      | 5   | 1 | 1 | 3 | 4   | 16 | 24 | −8  | Uitgeschakeld in groepsfase  |
| 11  | Japan (G)        | 5   | 0 | 1 | 4 | 1   | 10 | 18 | −8  | Uitgeschakeld in groepsfase  |
| 12  | Canada           | 5   | 0 | 1 | 4 | 1   | 9  | 27 | −18 | Uitgeschakeld in groepsfase  |

| Onderdeel             | Goud | Zilver | Brons |
| --------------------- | --- | --- | --- |
| Hockeytoernooi mannen | België Arthur Van Doren John-John Dohmen Florent van Aubel Sébastien Dockier Cédric Charlier Gauthier Boccard Nicolas De Kerpel Augustin Meurmans Alexander Hendrickx Thomas Briels Félix Denayer Vincent Vanasch Simon Gougnard Arthur De Sloover Antoine Kina Loïck Luypaert Victor Wegnez Tom Boon | Australië Lachlan Sharp Tom Craig Tom Wickham Matt Dawson Joshua Beltz Eddie Ockenden Jacob Whetton Blake Govers Dylan Martin Joshua Simmonds Tim Howard Aran Zalewski Flynn Ogilvie Daniel Beale Trent Mitton Tim Brand Andrew Charter Jeremy Hayward | India Dilpreet Singh Rupinder Pal Singh Surender Kumar Manpreet Singh Hardik Singh Gurjant Singh Simranjeet Singh Mandeep Singh Harmanpreet Singh Lalit Upadhyay P. R. Sreejesh Sumit Nilakanta Sharma Shamsher Singh Varun Kumar Birendra Lakra Amit Rohidas Vivek Prasad |

Londen 1908 · 
Antwerpen 1920 · 
Amsterdam 1928 · 
Los Angeles 1932 · 
Berlijn 1936 · 
Londen 1948 · 
Helsinki 1952 · 
Melbourne 1956 · 
Rome 1960 · 
Tokio 1964 · 
Mexico-stad 1968 · 
München 1972 · 
Montréal 1976 · 
Moskou 1980 · 
Los Angeles 1984 · 
Seoel 1988 · 
Barcelona 1992 · 
Atlanta 1996 · 
Sydney 2000 · 
Athene 2004 · 
Peking 2008 · 
Londen 2012 · 
Rio de Janeiro 2016 · 
Tokio 2020 · 
Parijs 2024 · 
Los Angeles 2028 
Medaillewinnaars
Atletiek · Badminton · Basketbal · Boksen · Boogschieten · Gewichtheffen · Golf · Gymnastiek · Handbal · Hockey · Honkbal · Judo · Kanovaren · Karate · Klimsport · Moderne vijfkamp · Paardensport · Roeien · Rugby · Schermen · Schietsport · Schoonspringen · Skateboarden · Softbal · Surfen · Synchroonzwemmen · Taekwondo · Tafeltennis · Tennis · Triatlon · Voetbal · Volleybal · Waterpolo · Wielersport · Worstelen · Zeilen · Zwemmen